# Canthon muticus
Canthon muticus är en skalbaggsart som beskrevs av Edgar von Harold 1867. Canthon muticus ingår i släktet Canthon och familjen bladhorningar. Utöver nominatformen finns också underarten C. m. hendrichsi.